# Demirköprü
Demirköprü (türkisch für Eisenbrücke) ist ein Dorf im Landkreis Şarkışla der türkischen Provinz Sivas. Demirköprü liegt etwa 62 km südwestlich der Provinzhauptstadt Sivas und 33 km nordöstlich von Şarkışla. Die Bevölkerung besteht hauptsächlich aus Tschetschenen.